# Stephen McNallen
Stephen A. McNallen (nacido el 15 de octubre de 1948) es un influyente líder y escritor neopagano. Nació el 15 de octubre de 1948 en Breckenridge, Texas, McNallen ha estado involucrado en el movimiento Ásatrú desde la década de los 70.

## Vida
McNallen estudió en la Universidad de Midwester en Wichita Falls, Texas. Tras su graduación en Ciencias políticas y pasar por el ejército de los Estados Unidos como segundo teniente, pasó a formar parte de las fuerzas aerotransportadas, sirviendo en bases de Alemania durante el último periodo de su servicio militar que finalizó en 1976.
Tras su licenciatura, McNallen se aventuró como periodista aventurero a lo largo del desierto de Sahara, norte de la India y Birmania reportando noticias sobre los conflictos militares 
en la región, enviado posteriormente a destinos en África y Bosnia escribiendo noticias sobre las guerras locales en la década de los 90. Los artículos de McNallen han sido publicados en la revista "Soldier of Fortune" (Soldados de Fortuna) entre otras.
McNallen trabajó durante seis años como profesor de instituto en Nevada County, enseñando ciencias y matemáticas así como agente de correccional en Stephens County, Texas en 1986-1987. A partir de 1987 y hasta 1996, se alistó en la Guardia Nacional de California.
Casado con Sheila Edlund en 1997, en una ceremonia oficiada por Valgard Murray de la Ásatrú Alliance, y reside actualmente Nevada City, California.

## Ásatrú
McNallen fue uno de los precursores de la reconstrucción politeística del Neopaganismo nórdico en tiempos modernos, comparado entre otros con Sveinbjörn Beinteinsson fundador de la Íslenska Ásatrúarfélagið, Else Christensen de la Odinist Fellowship (Amistad Odinista) y "Stubba" de Odinic Rite (Rito Odinista); McNallen fundó un proto-grupo Ásatrú llamado "Viking Brotherhood" (Hermandad Vikinga) en 1972 y comenzó a publicar un pequeño periódico llamado The Runestone (La Piedra Rúnica). La Hermandad Vikinga desembocó más tarde en la asociación Asatru Free Assembly.
Tras algunos años de inactividad y reestructuración, McNallen lidera actualmente la Asatru Folk Assembly, conocida como AFA. Recientemente ha contribuido con un artículo titulado "Tres décadas del Renacimiento Ásatrú en América" (Three Decades of the Ásatrú Revival in America) en el periódico Tyr, una publicación cercana al tradicionalismo radical.

## El hombre de Kennewick
The Native American Graves Protection and Repatriation Act (NAGPRA) es una ley federal norteamericana aprobada en 1990. Incluye una previsión para normalizar los procesos legales por los cuales se podría solicitar, a museos y agencias federales, la devolución de ciertas piezas culturales de nativos americanos, material recuperado en excaciones y otros objetos de patrimonio cultural (una vez probadas las líneas de descendencia vinculadas a tribus nativas americanas y grupos étnicos hawaianos). Particularmente, este tipo de piezas que se encuentran en yacimientos arqueológicos y fechadas antes al año 1492 d. C., están siendo devuelta a tribus nativas de Norteamérica. Este precedente incluiría a futuros descubrimientos en yacimientos de cementerios de la Era vikinga, como la colonia perdida de Leif Ericson que se supone sería similar al yacimiento de L'Anse aux Meadows.
El 24 de octubre de 1996 McNallen y la AFA instruyeron una demanda a la Corte del Distrito de Portland, (Asatru Folk Assembly vs. United States) para intentar frenar la intención del cuerpo de ingenieros del ejército de devolver restos prehistóricos del conocido yacimiento de Hombre de Kennewick a nativos americanos locales. Algunos prominentes científicos y arqueólogos apoyaron la iniciativa de bloquear el trámite para evitar la contaminación de los restos. Kennewick Man fue el fósil humano más antiguo nunca antes encontrado en el noroeste de la zona del Pacífico. Los tests genéticos para identificar lazos entre el hombre moderno o tribus no fueron determinantes ya que los restos estaban muy deteriorados. McNallen se vio involucrado en el asunto del Hombre de Kennewick y apareció en la revista Time, el The Washington Post y la televisión, argumentando que los seguidores de Ásatrú tienen más en común con el Hombre de Kennewick que los nativos americanos modernos. Esta reclamación, todavía no puede confirmarse sin un test de ADN a los restos.
Después de una larga batalla legal, el tribunal decidió que los restos humanos no podían imputarse a nativos americanos dentro de los esquemas del "NAGPRA". Actualmente los restos están expuestos en el Museo Burke de Seattle. Como resultado directo de su exposición en los medios públicos, McNallen declaró que no aboga ni tiene interés en la presencia de los medios de información en rituales o ceremoniales Ásatrú.